# Хајдучка времена
„Хајдучка времена“ је југословенски филм из 1977. године. Режирао га је Владимир Тадеј, а сценарио су писали Бранко Ћопић, Арсен Диклић, Властимир Радовановић и сам Тадеј.

## Радња
Првог дана у школи између Баје и Веје, придошлице из Лике, развије се симпатија. Дан ће покварити дечак Јоја, па Бају и Икету морају узети у заштиту њихови рођаци, седморо браће Рашета. Још већу невољу стварају жандари, узимајући храну и стоку од сељака који због слабог прихода нису могли платити порез. Стижу хајдуци, плен од жандара враћају сељацима.
Хајдуци се враћају у брда а заједно с њима нестала су и браћа Рашета. Жандарима стиже појачање и за хајдуцима се организује потера. Баја и Икета поверују у Јојину причу да су се Рашете одметнули у хајдуке и полазе их тражити. Њима се придружује и Веја...

## Улоге
| Глумац                | Улога              |
| --------------------- | ------------------ |
| Бехар Сушић           | Бранко Ћопић       |
| Рамиз Пашић           | Икета              |
| Весна Крајина         | Икетина мати       |
| Борис Дворник         | Дане Десница       |
| Ружица Сокић          | Бранкова учитељица |
| Данило Бата Стојковић | Наредник Мунижаба  |
| Славко Симић          | Дјед Раде          |
| Мато Ерговић          | Кнез Тртоња        |
| Никола Симић          | Саватије           |
| Ђуро Утјешановић      | Ђурђе Карабардак   |
| Слободанка Оџић       | Веја               |
| Жељко Малчић          | Славко Тукић       |
| Јошко Пазанин         | Јоја               |
| Оливера Марковић      | Баба Јека          |
| Иван Хајтл            | Млинар Дундурије   |
| Миле Рупчић           | Хајдук I           |
| Илија Ивезић          | Хајдук 3           |
| Богић Бошковић        | Жандар             |
| Рикард Брзеска        | Петрач             |

## Награде
Пула 77' - Награда Фото и Кодак Pathe за камеру Томиславу Пинтеру.